# Caden Cunningham
Caden Cunningham, född 7 maj 2003, är en brittisk taekwondoutövare. 

## Karriär
I juni 2023 tog Cunningham guld i +87 kg-klassen vid europeiska spelen i Kraków-Małopolska efter att ha besegrat makedonske Dejan Georgievski i finalen. I maj 2024 tog han guld i +87 kg-klassen vid EM i Belgrad efter att ha besegrat spanske Iván García i finalen.
Vid OS 2024 i Paris tog Cunningham silver i +80 kg-klassen efter en finalförlust mot iranske Arian Salimi.